# Richard Young (Schauspieler)

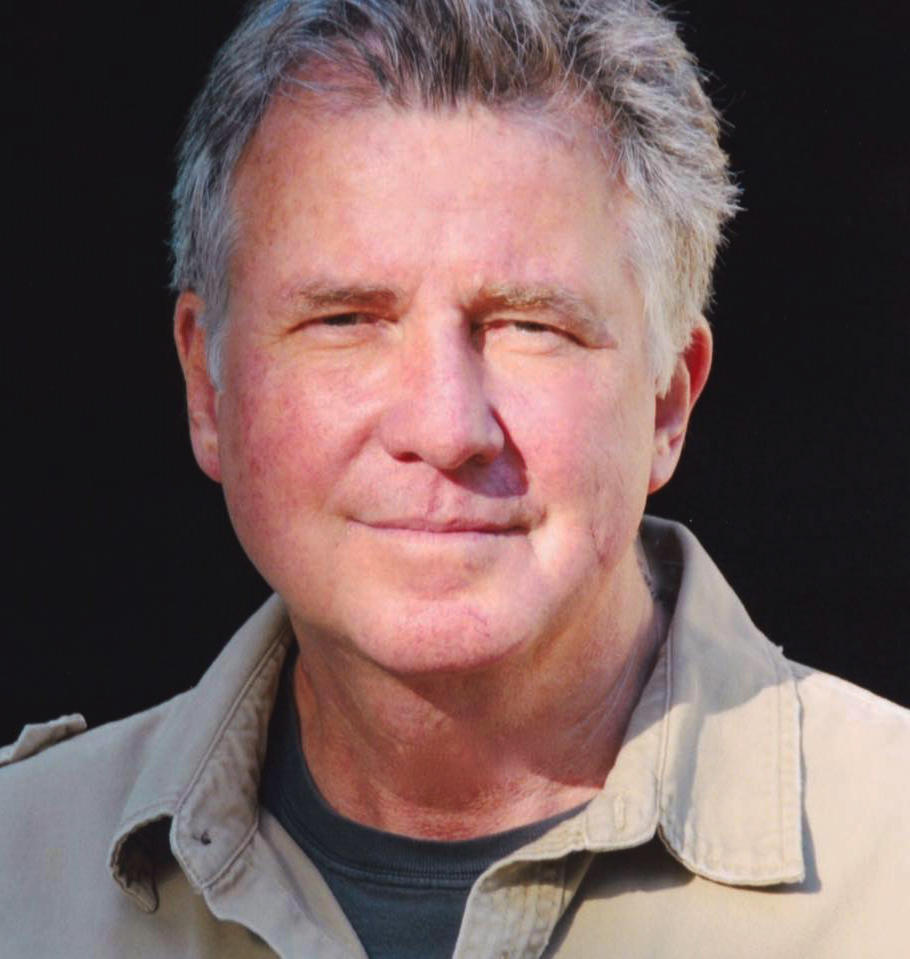
Richard Young

Richard Young (* 17. Dezember 1955 in Kissimmee, Florida) ist ein US-amerikanischer Filmschauspieler. Er ist seit den 1990er Jahren überwiegend als Fotograf und Dokumentarfilmer tätig.

## Leben und Wirken
Richard Young wuchs aufgrund der beruflichen Tätigkeiten seines Vaters überwiegend auf Militärbasen auf. Im Alter von zwölf Jahren schenkte dieser seinem Sohn eine Kamera von Leicon, woraufhin der Junge sich intensiv mit Kameraarbeit zu beschäftigen begann. Young begann zunächst ein Studium der Zahnmedizin an der University of Washington. Nach zwei Jahren brach er das Studium jedoch ab und ging nach Kalifornien, um als Kameramann zu arbeiten.
Dort fand Young Anfang der 1970er Jahre eine Anstellung als Kameramann bei der Filmproduktionsgesellschaft New World Pictures und wurde Mitglied der Crew um Regisseur Roger Corman. Zur beruflichen Schauspielerei kam er durch einen Zufall: Als bei den Dreharbeiten für die Erotikkomödie Night Call Nurses ein Darsteller kurzfristig ausfiel, sprang Young stellvertretend für diesen ein und bekam so seine erste richtige Filmrolle. Zuvor hatte er bereits kleinere Cameo-Auftritte in diversen Fernsehproduktionen absolviert. In den nächsten Jahren schlossen sich weitere Rollen in verschiedenen Film- und Fernsehproduktionen an, darunter auch in bekannten wie Kung Fu, Flamingo Road, Knight Rider und Cheers. Gegen Mitte der 1980er Jahre konnte Young auch größere Rollen in verschiedenen Produktionen bekommen, darunter in den Filmen Final Mission (1984) von Cirio H. Santiago und Freitag der 13. – Ein neuer Anfang (1985). Während der Dreharbeiten zu einer Episode der Serie Unglaubliche Geschichten lernte Young den berühmten Regisseur Steven Spielberg kennen, welcher in dem Darsteller gewisse Ähnlichkeiten zu seiner Figur Indiana Jones zu erkennen glaubte und diesem eine Rolle im nächsten Film der gleichnamigen Reihe verschaffte. Youngs Part als (namenloser) Fedora-tragender Archäologe in der Anfangssequenz von Indiana Jones und der letzte Kreuzzug, welcher dem jungen Indiana Jones (gespielt von River Phoenix) als Inspiration dient, wurde wohl zu dessen bekanntester Filmrolle.
Obwohl Young auch in den nächsten Jahren weiterhin anständige Rollen als Darsteller bekommen konnte, verlor er zunehmend das Interesse an diesem Berufsfeld und kehrte der Schauspielerei ab Mitte der 1990er Jahre schließlich ganz den Rücken. Nachfolgend wendete er sich wieder verstärkt der Arbeit als Kameramann zu. In der zweiten Hälfte der 1990er Jahre wurde er als Dokumentarfilmer für den Bosnienkrieg angeheuert. Er sollte das Leben einer Kriegsflüchtigen dokumentieren, deren Familie in Kroatien verschollen war. Als Teil einer Filmcrew begleitete er die Frau zurück nach Europa, um dort alles filmisch festzuhalten und überlebende Familienmitglieder aufzuspüren. Die Erlebnisse in dem Kriegsgebiet hatten einen prägenden Einfluss auf Young und nach seiner Rückkehr in die USA fasste er den Entschluss, sich zukünftig wieder gänzlich der Kameraarbeit und der Fotografie zu widmen. Seit 2018 ist Young in Seattle ansässig, wo er ein eigenes Fotostudio betreibt.

## Filmografie
- 1971: Room 222 (Fernsehen, 1 Folge)
- 1971: FBI (Fernsehen, 1 Folge)
- 1971: The Reluctant Heroes (Fernsehen)
- 1972: Der Chef (Fernsehen, 1 Folge)
- 1972: Night Call Nurses
- 1972: Dr. med. Marcus Welby (Fernsehen, 1 Folge)
- 1973: Fly Me
- 1973: Kung Fu (Fernsehen, 1 Folge)
- 1974: Nakia, der Indianersheriff (Fernsehen, 1 Folge)
- 1974: Inferno in Paradise
- 1975: Drehn wir noch’n Ding
- 1976: Cry Your Purple Heart Out
- 1976: Ellery Queen (Fernsehen, 1 Folge)
- 1976: Barnaby Jones (Fernsehen, 1 Folge)
- 1976: Banjo Hackett: Roamin’ Free (Fernsehen)
- 1977: Cherry Hill High
- 1977: Laverne & Shirley (Fernsehen, 1 Folge)
- 1977: Die Zwei mit dem Dreh (Fernsehen, 1 Folge)
- 1979: Ryan’s Hope (Fernsehen, 1 Folge)
- 1979: Kühles Naß auf heißer Haut
- 1979: Cocaine Cowboys
- 1981: Satisfaction
- 1981: Flamingo Road (Fernsehen, 5 Folgen)
- 1981: Träume zerrinnen wie Sand (Fernsehen)
- 1981: Seven Brides for Seven Brothers (Fernsehen)
- 1981–1982: Texas (Fernsehen, 49 Folgen)
- 1983: Knight Rider (Fernsehen, 1 Folge)
- 1983: The Mississippi (Fernsehen, 1 Folge)
- 1984: Nickel Mountain
- 1984: Emerald Point (Fernsehen, 1 Folge)
- 1984: Krieg der Eispiraten
- 1984: Final Mission
- 1984: Hunter (Fernsehserie, Folge 1x01+02: Gnadenlose Jagd (Pilotfilm))
- 1985: Freitag der 13. – Ein neuer Anfang (Friday the 13th: A New Beginning)
- 1985: Unglaubliche Geschichten (Fernsehen, 1 Folge)
- 1985: Cheers (Fernsehen, 1 Folge)
- 1986: Walt Disney's Wonderful World of Color (Fernsehen, 1 Folge)
- 1986: Special
- 1986: Terminator CIA (Fernsehen)
- 1986: The Wild Riders
- 1986: The West of the Imagination
- 1987: Blue Heart – Die letzten Helden (Blue Heart)
- 1988: Saigon Commandos
- 1988: Die Generation von 1969
- 1988: Pancho Barnes – Ein Leben für's Fliegen (Fernsehen)
- 1988: Die Schöne und das Biest (Fernsehen, 1 Folge)
- 1989: Indiana Jones und der letzte Kreuzzug
- 1989: Lords of the Deep
- 1989: Von Bullen aufs Kreuz gelegt
- 1990: Fatal Skies (Direct-to-Video)
- 1991: Malko: Eye of the Widow
- 1994: Mord ist ihr Hobby (Fernsehen, 1 Folge)
- 1996: Der lange Weg zum Mars (Fernsehen)
- 2000: Cleo Bachelor of the Year (Fernsehen)